# مثعر
وادي مثعر: يصب في وادي العرج (وادي الملف) والذي يصب جنوب الرايس

## ماذكره المؤرخون

### البکری الاندلسی
قال البکری الاندلسی:
مثعر: بفتح أوّله، و إسكان ثانيه، بعده عين مهملة مفتوحة، وراء مهملة:
- قال ابن الأعرابىّ: هو واد بالفرع، و أنشد للأحوص:

- قال: وثقيب: واد بالفرع أيضا و سائر: جبل في هذا الموضع. و الجريب: قد مضى تحديده و ذكره. هكذا نقلته من خطّ ابن الأعرابىّ: ثقيب، بالثاء المثلثة. و نقيب، بالنون: مذكور في موضعه من هذا الكتاب. و ثقيب، بالثاء: صحيح، قال الراعى:

و روى أبو حاتم: ثقيب، مصغّرا. قال ابن هرمة في مثعر:

### ياقوت الحموي
قال یاقوت الحموی:
مثْعر: يروى بالغين والعين والفتح ثم السكون ثم الفتح، والعين مهمله، وآخره راء، ويحتمل أن يكون من الثعر وهو الثآليل لحجارته أو شيء شبّه به، أو يكون من الثّعرور وهي رؤوس الطراثيث: واد من أوديه القبليه وهو ماء لجهينه معروف إلى جنب منتخر، قال ابن هرمة:

### عبد المومن البغدادی
قال عبد المومن البغدادی:
مثعر: يروى بالعين و الغين، و فتح الميم، و سكون الثاء، و فتح العين، و آخره راء: واد من أودية القبلية، و هو ماء لجهينة معروف إلى جنب مفتخر .

## ماذكره الشعراء[4]

### الأحوص
قال الأحوص :

### إبراهيم بن هرمة
الشاعر: إبراهيم بن هرمة